# World Games 2025/Teilnehmer (Nauru)
| Gelbes Symbol für Goldmedaillen mit stilisierten Olympischen Ringen | Graues Symbol für Silbermedaillen mit stilisierten Olympischen Ringen | Braundes Symbol für Bronzemedaillen mit stilisierten Olympischen Ringen |
| ------------------------------------------------------------------- | --------------------------------------------------------------------- | ----------------------------------------------------------------------- |
| —                                                                   | —                                                                     | —                                                                       |

Nauru nahm an den World Games 2025 mit einer Athletin teil.

## Teilnehmer nach Sportarten

### Kraftdreikampf
| Athleten       | Wettbewerb         | Gewicht    | Gewicht     | Gewicht    | Gesamt   | Gesamt | Rang |
| Athleten       | Wettbewerb         | Kniebeugen | Bankdrücken | Kreuzheben | Gewicht  | Punkte | Rang |
| -------------- | ------------------ | ---------- | ----------- | ---------- | -------- | ------ | ---- |
| Frauen         |                    |            |             |            |          |        |      |
| Bessie O’Brien | Superschwergewicht | 290, kg    | 112,5 kg    | 210,0 kg   | 612,5 kg | 104,68 | 6    |